# Eleocharis retroflexa
Eleocharis retroflexa är en halvgräsart som först beskrevs av Jean Louis Marie Poiret, och fick sitt nu gällande namn av Ignatz Urban. Eleocharis retroflexa ingår i släktet småsäv, och familjen halvgräs.

## Underarter
Arten delas in i följande underarter:
- E. r. chaetaria
- E. r. depressa
- E. r. retroflexa
- E. r. subtilissima